# Raghed Al-Najjar
Raghed Al-Najjar (Yeda, 20 de septiembre de 1996) es un futbolista saudí que juega en la demarcación de portero para el Al Nassr FC de la Liga Profesional Saudí.

## Selección nacional
Hizo su debut con la selección absoluta de Arabia Saudita el 25 de enero de 2024 contra Tailandia en un partido de la Copa Asiática 2023 que finalizó con un resultado de empate a cero.

## Clubes
| Club                | País           | Año       | Partidos | Goles Recibidos |
| ------------------- | -------------- | --------- | -------- | --------------- |
| FK Partizani Tirana | Albania        | 2015-2016 | 0        | 0               |
| Al-Ahli Saudi FC    | Arabia Saudita | 2016-2018 | 0        | 0               |
| Al-Shabab Club      | Arabia Saudita | 2018-2019 | 0        | 0               |
| Al Faisaly FC       | Arabia Saudita | 2019-2020 | 0        | 0               |
| Al Wehda FC         | Arabia Saudita | 2020-2022 | 3        | 5               |
| Al Taawoun FC       | Arabia Saudita | 2022-2023 | 3        | 2               |
| Al Nassr FC         | Arabia Saudita | 2023-     | 8        | 7               |